# Huli

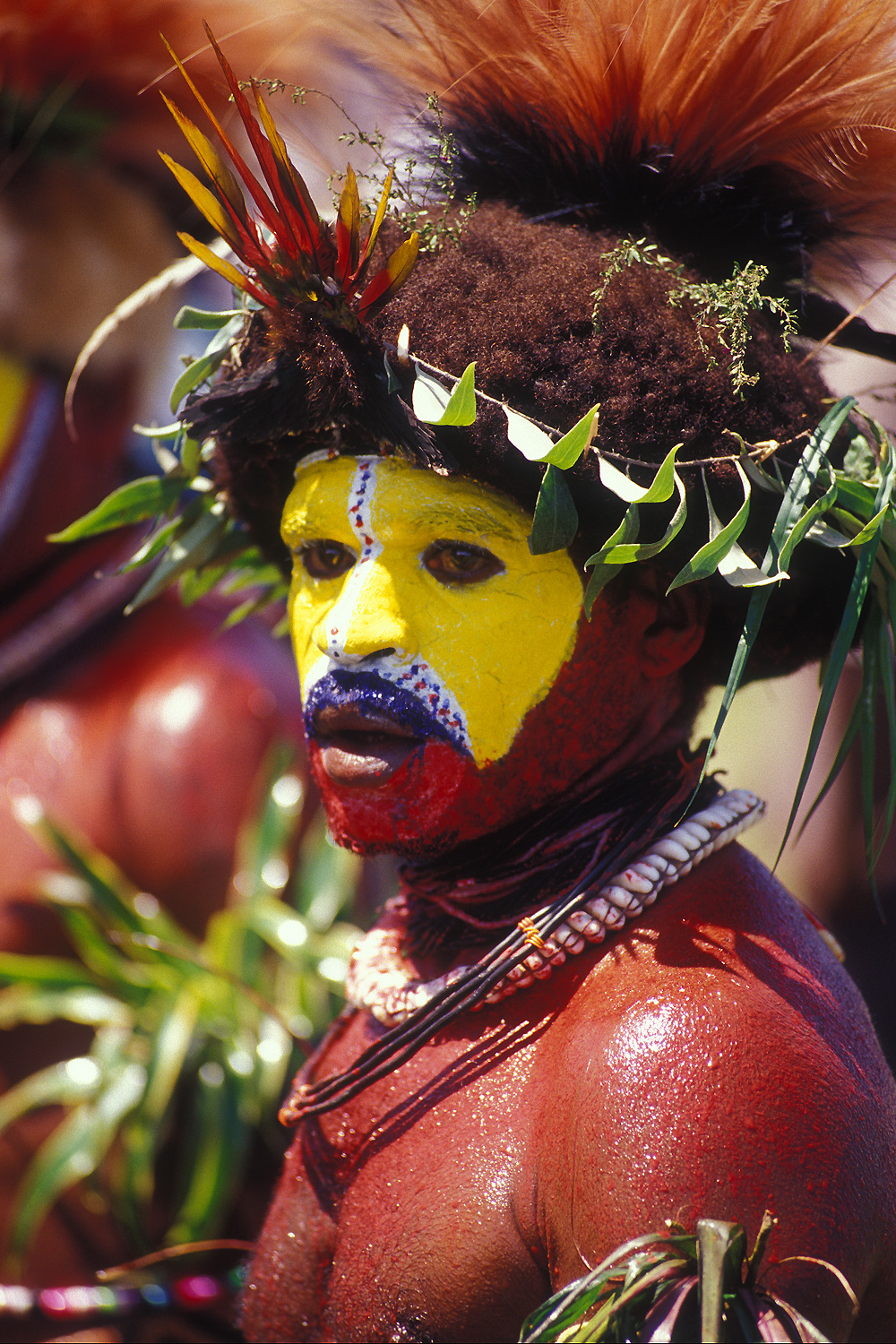
Uomo Huli in abiti tipici.

Gli huli sono una popolazione indigena degli stati del sud est asiatico, in particolare dell'isola della Nuova Guinea.
Sono oltre 65000 e vivono in questa area da almeno 600 anni. Oltre alla loro lingua parlano un pidgin speciale e l'inglese.
Gli Huli sono una popolazione indigena che vive nelle regioni meridionali della Nuova Guinea, nelle regioni di Tari, Koroba, Margaraima e Komo. Con una popolazione di circa 150.000 abitanti, vivono in quest'area da almeno 1000 anni. Parlano principalmente la lingua Huli e il Tok Pisin, molti parlano anche alcuni dei dialetti particolari, mentre una minoranza parla anche inglese. Gli huli sono chiamati uomo uccelli. Tra huli si raccontano storie di loro familiari defunti tramandandole da generazione in generazione. Ci sono anche dei sotto clan. Questi sotto clan funzionano in modo autonomo, possono infatti decidere le loro attività senza consultare il clan più grande, che solitamente si riunisce attraverso i rappresentanti di ogni singolo sotto clan.
Un Huli può appartenere a diversi sotto clan, a seconda della sua parentela e discendenza. Le parentele e i rapporti familiari sono molto più stretti ed evoluti di quelli occidentali. Tutte quelle persone che  negli ambiti familiari occidentali vengono chiamate “zio” o "nipote" o "cugino".